# Plan d'entraînement aérien du Commonwealth britannique

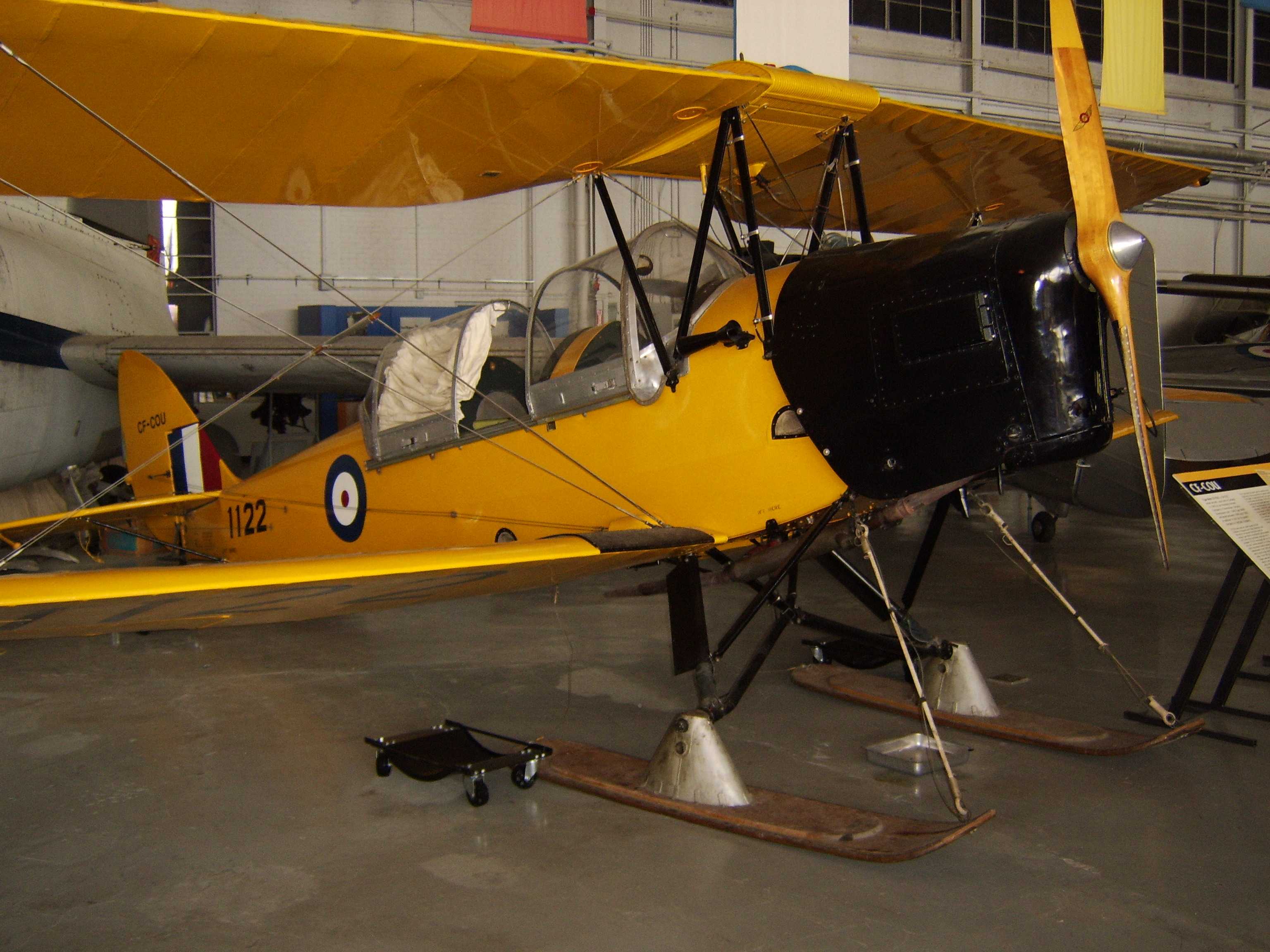
de Havilland Canada DH.82C in Commonwealth Air Training Plan "trainer yellow" at the Western Canada Aviation Museum (note the skis, and the enclosed cockpit common to Canadian-built Tiger Moths).

L’Empire Air Training scheme (EATS), créé en 1939 et devenu officiellement le Plan d’entraînement aérien du Commonwealth britannique (PEACB) en 1942, est un programme militaire d’entrainement d’équipage pour la Royal Air Force et les autres forces aériennes du Commonwealth qui servent dans la Royal Air Force (RAF), la Royal Australian Air Force (RAAF), l'aviation royale canadienne et la Royal New Zealand Air Force (RNZAF) pendant la Seconde Guerre mondiale.
Le PEACB est le plus grand plan d’entraînement d’aviation de l’histoire, avec la formation de plus de la moitié des pilotes, des navigateurs, des bombardiers aériens, des mitrailleurs aériens, des opérateurs radio-navigants et des mécaniciens navigants des forces aériennes du Commonwealth durant la guerre.
Les élèves pilotes fréquentant ces écoles d'entraînement venaient d’autres pays comme l’Argentine, la Belgique, Sri Lanka, la Tchécoslovaquie, le Danemark, la Finlande, les Fidji, la France, la Grèce, la Hollande, la Norvège, la Pologne, l’Afrique du Sud ainsi que les États-Unis, qui possèdent leur propre plan le « Civilian Pilot Training Program » opérationnel depuis fin 1938.